# Noruega en el Festival de Eurovisión de Jóvenes Músicos
Noruega ha participado en todas las ediciones del festival, alzándose con la victoria en 2012.

## Participaciones
| 2020 | Zagreb     | Festival Cancelado          | Festival Cancelado | Festival Cancelado | Festival Cancelado |              |              |
| 2018 | Edimburgo  | Birgitta Elisa Oftestad     | VIOLONCHELO        | -                  |                    |              |              |
| 2016 | Colonia    | Ludvig Gudim                | VIOLÍN             | -                  | -                  |              |              |
| 2014 | Colonia    | Sonoko Miriam Shimano Welde | VIOLÍN             | 14º                | 2º                 |              |              |
| 2012 | Viena      | Evind Holtsmark Ringstad    | VIOLA              | 1º                 | 7º                 |              |              |
| 2010 | Viena      | Guro Kleven Hagen           | VIOLÍN             | 2º                 | 4º                 |              |              |
| 2008 | Viena      | Eldbjørg Hensing            | VIOLÍN             | 3º                 | 5º                 |              |              |
| 2006 | Viena      | Tine Thing Helseth          | TROMPETA           | 2º                 | 1º                 |              |              |
| 2004 | Lucerna    | Vilde Frang Bjærke          | VIOLÍN             | 5º                 |                    |              |              |
| 2002 | Berlín     | -                           | -                  |                    | -                  |              |              |
| 2000 | Bergen     | David Coucheron             | VIOLÍN             | 8º                 |                    |              |              |
| 1998 | Viena      | -                           | -                  |                    | -                  |              |              |
| 1996 | Lisboa     | Gunilla Süssmann            | PIANO              | 6º                 |                    |              |              |
| 1994 | Varsovia   | Rolf Erik Nystrom           | SAXOFÓN            |                    | 21º                |              |              |
| 1992 | Bruselas   | Henning Kraggerund          | VIOLÍN             | 7º                 |                    |              |              |
| 1990 | Viena      | -                           | -                  |                    | -                  |              |              |
| 1988 | Ámsterdam  | Leif Ove Andsnes            | PIANO              | 2º                 |                    |              |              |
| 1986 | Copenhague | -                           | -                  |                    | 14º                |              |              |
| 1984 | Ginebra    | No participó                | No participó       | No participó       | No participó       | No participó | No participó |
| 1982 | Mánchester | Atle Sponberg               | VIOLÍN             | 5º                 | -                  |              |              |

- Datos: Q14853532